# Президентски избори в Чехия (2018)
Президентските избори в Чехия (2018) са вторите избори за Президент на Чехия, провеждани чрез пряко общонародно гласуване. Изборът протича в два тура, като от деветимата кандидати в първия тур за втория се класират сегашният президент Милош Земан и бившият председател на Чешката академия на науките проф. Иржи Драхош. В много оспорвана борба, с разлика само от 2,73% или 152 184 гласа, президентът Милош Земан запазва поста си за втори петгодишен мандат. Изборите във втория тур протичат с 66,6% избирателна активност. Президентската клетва е предвидена за 8 март 2018, от когато започва следващият мандат. В президентските избори на Чехия не се избира вицепрезидент (няма такава длъжност).

## Първи тур
Първият тур бе проведен на 12 и 13 януари 2018. Настоящият президент на Чехия Милош Земан има право да се кандидатира за втори мандат.
До участие в първия тур са допуснати 9 кандидати:
- Милош Земан - настоящ президент, Партия на гражданските права;
- Мирек Тополанек - бивш премиер министър, бивш председател на Гражданска демократична партия;
- Михал Хорачек – есеист, продуцент, съсобственик на компания за залози, милионер;
- Павел Фишер – бивш посланик във Франция, прозападно настроен;
- Иржи Хинек – кандидат от консервативната партия REAL;
- Петр Ханиг – певец, композитор и музикален продуцент, подкрепен от националистическата партия Народна демокрация;
- Вратислав Кулханек – мениджър от автомобилния бранш, подкрепен от партия Граждански демократичен алианс (ODA);
- Марек Хилшер – лекар и общественик, безпартиен;
- Иржи Драхош – университетски професор по физикохимия, бивш председател на Чешката академия на науките, независим.

Социологическо проучване от 3-7 януари 2018 г. показва подкрепа за следните кандидати: Милош Земан 42,5%, Иржи Драхош 27,5%, Михал Хорачек 12,5%, Павел Фишер 7%, Мирек Тополанек 6%, Марек Хилшер 2,5%, Вратислав Кулханек 1,5%, Петр Ханиг и Иржи Хинек – по 0,5%.

## Резултати от първи тур
От първия тур, проведен с избирателна активност близо 62%, на първо място излиза настоящият президент Милош Земан с общо 38,56% събрани гласове, който на втория тур ще се противопостави на втория класирал се кандидат – проф. Иржи Драхош, получил 26,6%. Останалите кандидати получават: Павел Фишер 10,23%, Михал Хорачек 9,18%, Марек Хилшер 8,83%, Мирек Тополанек 4,3%, Иржи Хинек 1,23%, Петр Ханиг 0,56 и Вратислав Кулханек 0,47%. В избирателните окръзи в цялата страна води президентът Милош Земан, с изключение на столицата Прага, където съперникът му Иржи Драхош печели 35,03% (срещу 22,44 за Земан) и от секциите в чужбина, където отново Драшош е начело с 45,22%, докато Земан взима едва 7,47%. Борбата за втория тур се очертава като много оспорвана, защото се очаква повечето отпаднали кандидати да призоват своите избиратели да гласуват срещу настоящия президент. Според настоящия премиер на Република Чехия Андрей Бабиш противникът на Земан във втория кръг не е опонентът му Иржи Драхош, а чешките избиратели.

## Втори тур
Вторият тур се провежда на 26 и 27 януари 2018 с избирателна активност 66,6%. Въпреки че повечето отпаднали кандидати от първия тур призовават своите избиратели да гласуват за опонента на настоящия президент, Милош Земан печели с 51,36% срещу 48,63% за Иржи Драхош.